# Ru de Volmerot
Le ru de Volmerot est un cours d'eau français qui coule dans le département de Seine-et-Marne, en région Île-de-France. C'est un affluent de l'Aubetin.

## Géographie
De 10,51 kilomètres de longueur, le ru de Volmerot nait dans la commune de Montceaux-lès-Provins et se jette dans l'Aubetin à Augers-en-Brie. 
Il s'écoule globalement selon un axe nord est – sud ouest.

### Communes traversées
Le ru de Volmerot traverse cinq communes, soit d'amont vers l'aval : Montceaux-lès-Provins, Saint-Martin-du-Boschet, Sancy-lès-Provins, Cerneux, Augers-en-Brie, toutes situées dans le département de Seine-et-Marne.

### Bassin versant
Son bassin versant correspond à une zone hydrographique traversée « L'Aubetin de sa source au confluent du ru de Chevru (inclus) (F656) » et s'étend sur 211 km2. Il est constitué à 89,14 % de « territoires agricoles », 9,51 % de « forêts et milieux semi-naturels », 1,38 % de « territoires artificialisés » et 0,19 % de « zones humides ».

## Affluents
Selon le SANDRE, le ru de Volmerot a deux affluents référencés, :
- le ru de l'Hiveroux[4], 1,52 km sur les communes de Saint-Martin-du-Boschet et Sancy-lès-Provins ;
- le fossé 03 du Bouchot[5], 3,24 km sur la commune de Cerneux.

Donc, son rang de Strahler est de deux.